# 17092 Sharanya
17092 Sharanya è un asteroide della fascia principale. Scoperto nel 1999, presenta un'orbita caratterizzata da un semiasse maggiore pari a 2,3843013 UA e da un'eccentricità di 0,0704876, inclinata di 7,04144° rispetto all'eclittica.